# Raymond Vieussens
Raymond Vieussens (ca. 1641 - 16 de agosto de 1715) fue un anatomista francés de Le Vigan. Estudió medicina en la Universidad de Montpellier, donde consiguió su primer diploma en 1670. Más tarde destacó como gran médico en Hôtel Dieu Saint-Eloi, en Montpellier. Se desconoce el año exacto del nacimiento de Vieussens, si bien algunas fuentes lo sitúan en 1641.
Vieussens es recordado por su obra pionera en el campo de la cardiología y sus estudios anatómicos sobre el cerebro y la médula espinal. Consideraba al anatomista inglés Thomas Willis (1621-1675) como una gran influencia en su carrera. Se cree que Vieussens fue el primer médico que dio una descripción exacta del ventrículo izquierdo, así como varios vasos sanguíneos del corazón. También fue el primero en realizar una descripción exhaustiva sobre la estenosis mitral, además de otros tipos de enfermedades cardiacas y desórdenes circulatorios. Elaboró una primera descripción del centro semioval del cerebro, el cual es a veces denominado como centro de Vieussens, a esta estructura también se la conoce como centro de Vicq d'Azyr, debido a Félix Vicq-d'Azyr (1746-1794), quien realizó posteriormente una descripción más detallada.
Otras estructuras anatómicas deben su nombre a Vieussens. Sin embargo, la mayoría han sido sustituidos por la nomenclatura clínica. Aquí se encuentran: válvula de Vieussens (velo medular superior), ventrículo de Vieussens (cavidad del septum pellucidum), asa de Vieussens (asa subclavia), ganglio de Vieussens (ganglio celiaco), istmo de Vieussens (limbo de la fosa oval) y venas de Vieussens (venas cardiacas inmoninadas). También elaboró una primera descripción de las diminutas aberturas en las venas del atrio derecho del corazón, conocidas como foramina de Vieussens, o foramina venarum minimarum y a veces foramina de Thebesio, por Adam Christian Thebesius (1686-1732).
Entre sus obras se encuentran Neurographia universalis, una obra sobre neuroanatomía conocida por sus excelentes ilustraciones copperplate, y Novum vasorum corporis humani systema, un importante tratado sobre anatomía y enfermedades del corazón. En vida, Vieussens fue famoso por sus vistas controvérsicas sobre la fisiología humana. No obstante, estas teorías son mayormente de naturaleza metafísica nature, y son de menor importancia desde una postura científica.

## Obras selectas
- Neurographia universalis (Neurografía universal) (1684)
- Vieussens's Tractatus duo (Tratado de dos Temas) (1688)
- Epistola de sanguinis humani (Un artículo acerca de la sangre humana) (1698)
- Deux dissertations (Dos disertaciones) (1698)
- Novum vasorum corporis humani systema (Sistema de los vasos del cuerpo humano; considerado una de las primeras obras clásicas de cardiología) (1705)
- Dissertatio anatomica de structura et usu uteri ac placentae muliebris (Estudio anatómico de la estructura del útero y la placenta) (1712)
- Traité nouveau de la structure de l'oreille (Nuevo tratado de la estructura de la oreja) (1714)
- Traité nouveau des liqueurs du corps humain (Nuevo tratado de los líquidos del cuerpo humano) (1715)
- Traité nouveau de la structure et des causes du mouvement naturel du coeur (Nuevo tratado de la estructura y de las causas del movimiento natural del corazón) (1715).